# قطعنامه ۵۵۰ شورای امنیت
قطعنامه  ۵۵۰ شورای امنیت سازمان ملل متحد که در تاریخ ۱۱ مه ۱۹۸۴ تصویب شد، سندی بین‌المللی دربارهٔ قبرس است. این قطعنامه طی نشست ۲۵۳۹ام با ۱۳ موافق، ۱ مخالف و ۱ ممتنع تصویب شد.